# Amblypodia taooana
Amblypodia taooana är en fjärilsart som beskrevs av Moore 1878. Amblypodia taooana ingår i släktet Amblypodia och familjen juvelvingar. Inga underarter finns listade i Catalogue of Life.